# Du Jiang
Pour les articles homonymes, voir Jiang.
Du Jiang, né le 10 septembre 1985 à Jinan (province du Shandong), en Chine, est un acteur chinois.

## Biographie
Du Jiang est diplômé de la Shanghai Theatre Academy.
En 2012, il attire l'attention pour son rôle de Xu Yi dans la série télévisée Celadon.

## Filmographie partielle

### Au cinéma
| Année | Titre                                               | Rôle                      | Remarques                                          |
| ----- | --------------------------------------------------- | ------------------------- | -------------------------------------------------- |
| 2009  | Empire of Silver (en)                               | Kang Siye                 |                                                    |
| 2011  | Journal de Shanghai                                 | Quan Xiaoliang            |                                                    |
| 2016  | Mr. High Heels                                      | Hang Yuan                 |                                                    |
| 2016  | The Wasted Times (en) (Luo man di ke xiao wang shi) | Ma Zi                     |                                                    |
| 2018  | Operation Red Sea                                   | Xu Hong                   |                                                    |
| 2018  | Last Letter (en) (Ni hao, Zhihua)                   | Zhou Wentao               |                                                    |
| 2019  | So Long, My Son                                     | Shen Hao                  |                                                    |
| 2019  | Chasing the Dragon II                               | Capitaine Zhou            | Caméo                                              |
| 2019  | The Bravest                                         | Ma Weiguo                 |                                                    |
| 2019  | Jue sheng shi ke                                    | Commander of 3rd regiment |                                                    |
| 2019  | The Chinese Pilot                                   | Liang Dong                |                                                    |
| 2019  | My People, My Country                               | Zhu Tao                   | Partie Rentrer à la maison réalisée par Xue Xiaolu |

### Séries télévisées
| Année      | Titre                               | Rôle          | Remarques |
| ---------- | ----------------------------------- | ------------- | --------- |
| 2012       | Celadon                             | Xu Yi         |           |
| 2012       | Beijing Youth                       | Gao Jun       |           |
| 2013       | Mariage de l'ancienne famille Rice  | Zhen Yu       |           |
| 2013       | Qui a peur de qui est avant l'amour | Minnie        | Caméo     |
| 2014       | Jeune docteur                       | Zhao Chong    |           |
| 2015       | Straw Hat Police                    | Shen Yongnian |           |
| 2016       | Au revoir, ma femme                 | Zhao Tiancai  |           |
| 2017       | Champ de chasse                     | Kevin Young   | Caméo     |
| 2018       | Fighting Fire                       | Lin Hai       |           |
| À diffuser | Pékin rencontre Seattle             | Lin Nuoyan    |           |

## Récompenses et distinctions
- (en) Du Jiang: Awards, sur l'Internet Movie Database